# Nicolas-Vincent Légier
Nicolas-Vincent Légier (Blois, 6 décembre 1754 - Weilerbach, 26 janvier 1827) est un homme politique français.

## Biographie
Frère de Thomas-Philippe Légier, il resta muet jusqu'à l'âge de onze ans. Après qu'une opération lui permit de retrouver la parole en 1765, il alla suivre ses études au collège de Pontlevoy.
Il devient procureur au parlement de Paris en 1780.
Le 9 juillet 1789, il est nommé président de l'assemblée primaire de Saint-Eustache. Au mois de juin 1790, il prit l'initiative d'une pétition, demandant que tous les départements fussent représentés et convoqués à la fédération du 14 juillet. Au mois d'août suivant, il est élu juge de paix et garda ces fonctions jusqu'au 10 août 1792. Quelques mois plus tard, on l'envoya dans le Hainaut, en qualité de commissaire extraordinaire, pour veiller à l'exécution des décrets de la Convention des 15, 17 et 22 décembre. Nommé, en 1793, accusateur militaire près l'armée du Rhin, il eut à visiter les prisons de Landau, Strasbourg et Haguenau, et y fit prendre des mesures sanitaires qui mirent un terme à l'épidémie qui y sévissait. Ayant eu quelques difficultés avec les représentants en mission, il revint à Provins.
Peu de temps après, il fut envoyé à Luxembourg, dans le nouveau département, pour y organiser les autorités judiciaires et administratives, et reçut le titre de commissaire du Directoire près l'administration centrale du département des Forêts.
Élu député de ce département au Conseil des Cinq-Cents, le 4 germinal an V, il ne prit la parole que sur l'organisation des greffes, des hypothèques et sur le paiement des contributions. Nommé membre du Tribunat, le 4 nivôse an VIII, il fut éliminé dès 1802, en raison de ses opinions libérales, en compagnie de Chénier et de Benjamin Constant. Il se retira alors à Luxembourg où il s'occupa d'agriculture.
Durant le siège de cette place par les alliés, il avança au commandant militaire les fonds de réquisition, dont il n'obtint le remboursement qu'en 1816.